# Margarita Ochoa
Pour les articles homonymes, voir Ochoa.
Margarita "Meggie" Ochoa est une pratiquante philippine de jiu-jitsu brésilien, médaillée d'or aux Jeux asiatiques en salle 2017.

## Carrière
Avant de se tourner vers les arts martiaux, elle pratique l'athlétisme à l'université, sans jamais remporter de médaille lors de compétitions. Après son diplôme, elle se tourne vers les arts martiaux mixtes mais ne trouvant pas d'adversaire à cause de sa taille, on lui conseille de se tourner vers le jiu-jitsu en 2014.
En 2014, Margarita Ochoa lance une campagne de financement pour payer son voyage et son inscription aux Championnats du monde de jiu-jitsu brésilien en Californie. La campagne est un succès et, lors de ces Mondiaux, Ochoa remporte l'or. Elle conserve son titre les deux années suivantes.
Elle remporte une médaille d'or en -45 kg en battant cinq à zério, la Vietnamienne Dao Le Thu Trang aux Jeux asiatiques en salle 2017 à Achgabat (Turkménistan). Elle reçoit une récompense de 2 millions de pesos. Un an plus tôt, elle remporte là aussi l'or aux Jeux asiatiques de plage 2016 à Da Nang.
Lors des Jeux asiatiques de 2018, elle remporte la médaille de bronze en battant en petite finale sa compatriote Kaila Napolis deux à zéro en -49 kg féminin.
Aux Championnats du monde de jiu-jitsu brésilien 2018 à Malmö en Suède, elle remporte la médaille d'or en -49 kg, battant la Canadienne Ni Ni Vicky Hoang deux à zéro. Elle devient alors la première sportive philippine et la première asiatique championne du monde de jiu-jitsu.
En 2019, aux Mondiaux de Ju-jitsu à Long Beach (Californie), elle est disqualifiée au bout de 10 secondes lors de la demi-finale face à Amber Rymartz pour une position interdite ce qui lui fait perdre la possibilité d'une qualification olympique. Quelques semaines plus tard, aux 4e Championnats d'Asie de jiu-jitsu à Oulan-Bator en Mongolie, elle est médaillée d'or dans la catégorie des -45 kg en battant l'Émiratie Alyafei Wadimah en finale. Margarita Ochoa part s'entraîner avec l'équipe philippine à Shibuya au Japon en amont des Jeux d'Asie du Sud-Est.

## Activisme
Elle lance la campagne Fight to Protect en 2018 pour venir en aide aux enfants victimes d'abus sexuels. Depuis, elle a aidé des centaines de survivants à travers les deux cours qu'elle propose : un qui lui offre la possibilité d'apprendre le jiu-jitsu et un autre concentré sur l'autodéfense. Pour elle, le sport permet de réapprendre à toucher les autres pour vaincre le traumatisme des agressions.
Ochoa avoue avoir décidé de se lancer dans l'aide aux victimes d'abus sexuels après avoir lu l'histoire de Karla Jacinton, une jeune mexicaine qui estime avoir été violée près de 43 000 fois. Elle découvre ensuite la situation aux Philippines - entre 60 000 et 100 000 enfants sont impliqués dans les réseaux de prostitution dans le pays - et décide de s'investir.
Elle donne également des cours de jiu-jitsu au Safe Haven Community Center and Children's Home et travaille aussi pour Philippines Without Orphans (PWO).